# Ursula Southeil

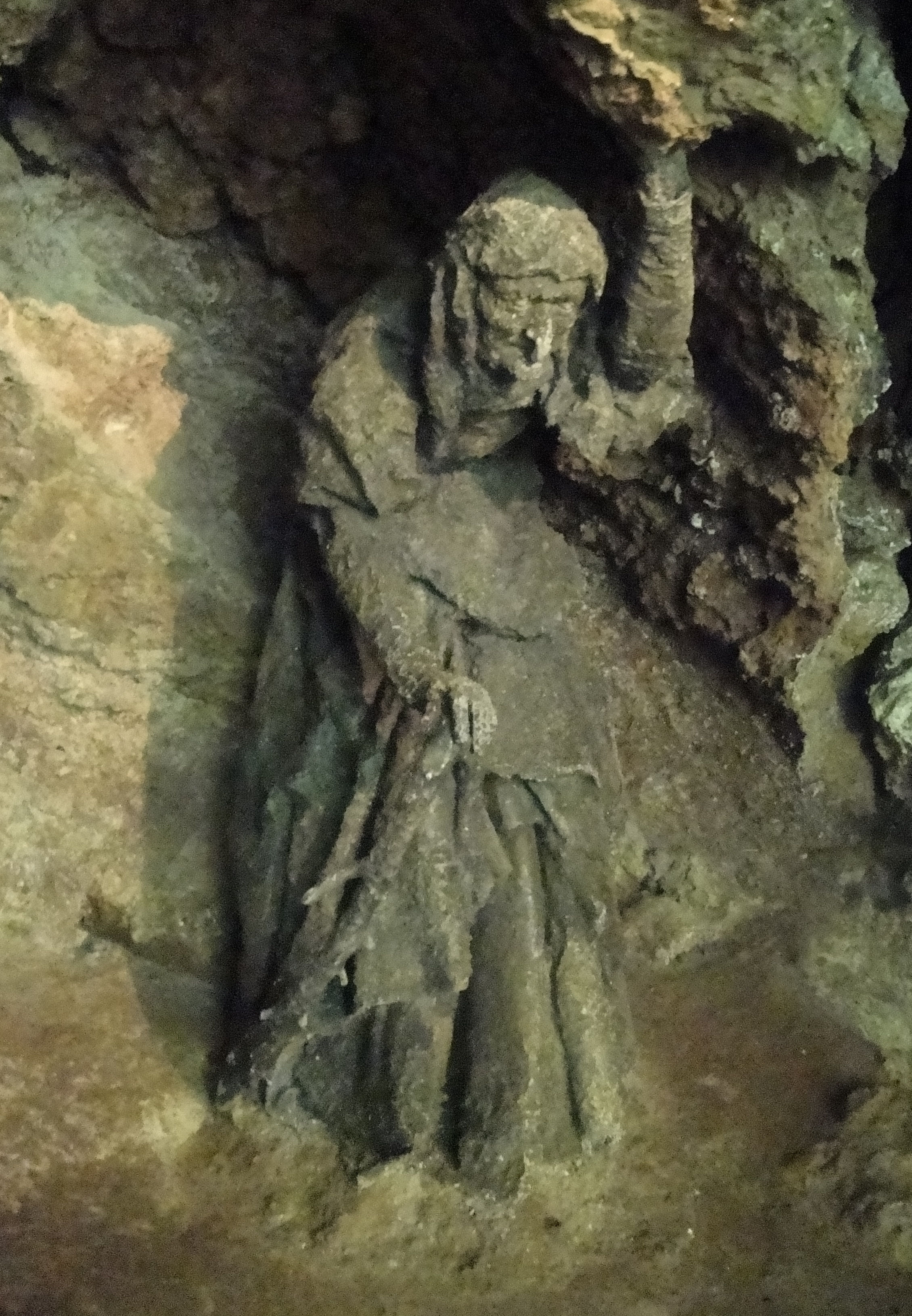
Statue von Ursula Southeil in der Mother Shipton Höhle

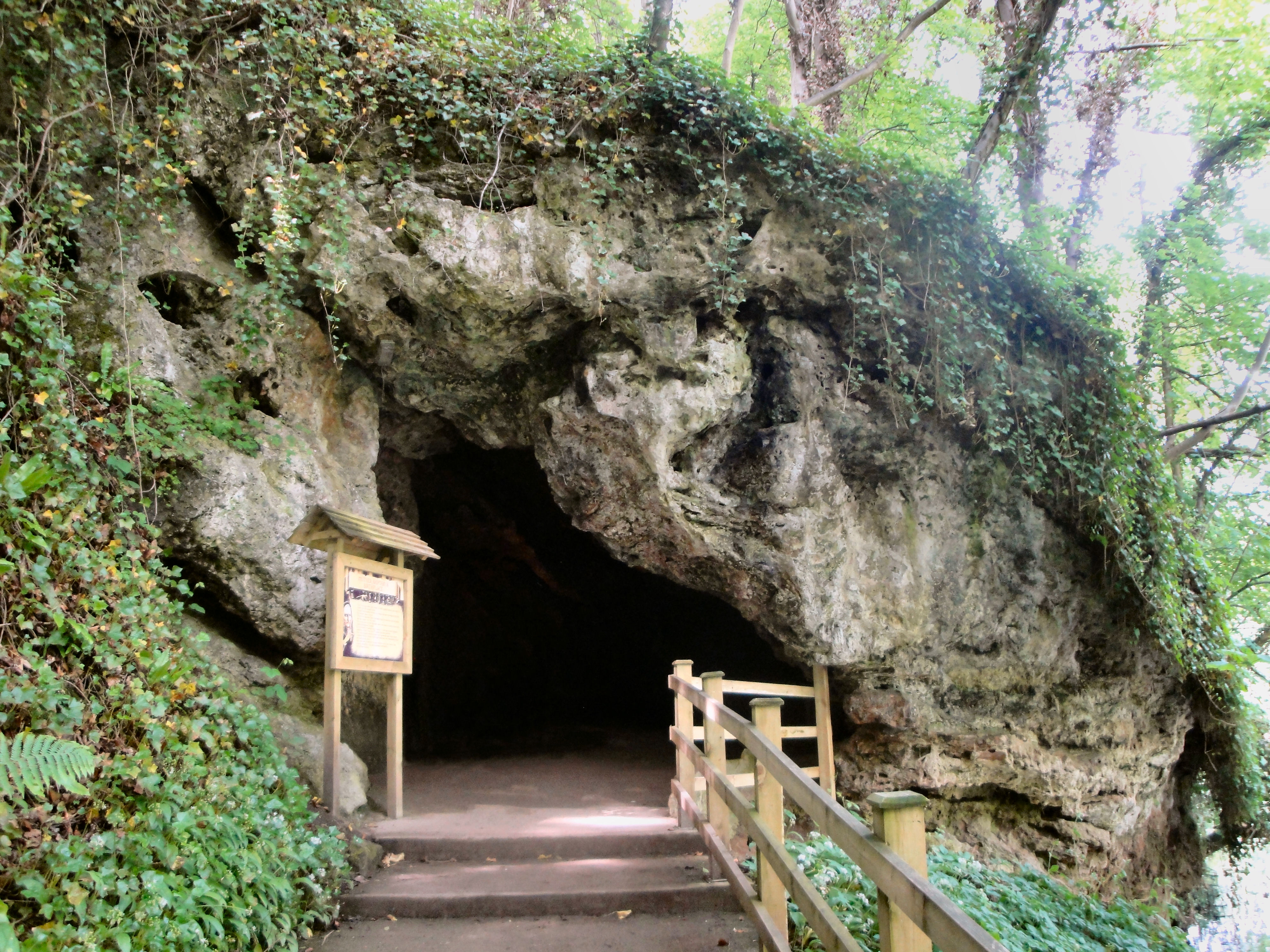
Eingang zu Mother Shiptons Höhle

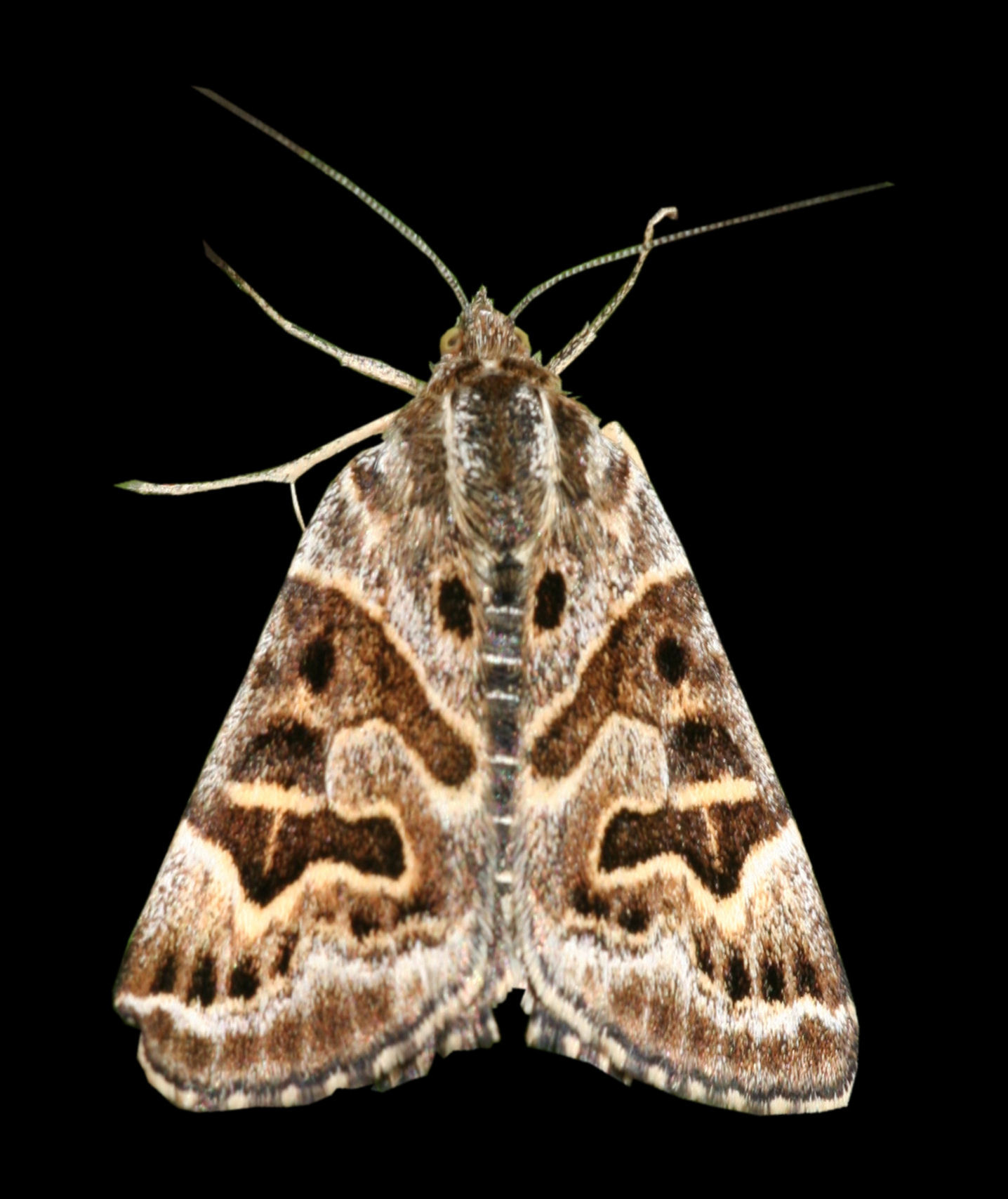
Scheck-Tageule, alias Mother-Shipton-Motte

Ursula Southeil (* 1488, wahrscheinlich in Knaresborough; † 1561), vielleicht auch Ursula Sonthiel; besser bekannt als Mother Shipton, war der Überlieferung nach eine englische Wahrsagerin. Die erste Druckfassung ihrer angeblichen Prophezeiungen erschien 80 Jahre nach ihrem vermutlichen Todesdatum, darin enthalten sind vorwiegend regionale Vorhersagen und zwei als prophetisch dargestellte Verse. 1684 erschien The Life and Death of Mother Shipton von Richard Head, eine fiktionale Biographie.

## Leben
Southeils Existenz kann durch historische Quellen nicht eindeutig bewiesen werden. Richard Head behauptet in seinem Buch The Life and Death of Mother Shipton, sie sei in Knaresborough in Yorkshire in einer Höhle geboren, die seither „Mother Shipton's Cave“ genannt wurde. Ursula Southeil wird als außergewöhnlich hässlich beschrieben. Sie habe 1512 einen Zimmermann namens Toby Shipton geheiratet und habe zeit ihres Lebens Prophezeiungen gemacht und die Zukunft vorhergesehen. Die erste gedruckte Veröffentlichung von 1641, ein Pamphlet eines anonymen Autors, bezieht sich angeblich auf die Sammlungen von Ursula Southeils Magd Joanne Waller, die Southeils Prophezeiungen bewahrte und tradierte.

## Prophezeiungen
Das 1641 erschienene Pamphlet soll Voraussagen zur großen Pest, dem Tod Kardinal Thomas Wolseys und dem großen Feuer von London enthalten. Der englische Staatssekretär und Chronist Samuel Pepys erwähnt in seinem Tagebucheintrag vom 20. Oktober 1666, dass der Thronfolger, als er vom Ausbruch des Feuers in London unterrichtet wurde, Bezug auf „Shiptons Prophezeiung“ nahm:

He (Sir Jeremy Smith) says he was on board „The Prince“, when the newes come of the burning of London; and all the Prince (of Wales) said was, that now Shipton's prophecy was out;

Pepys erwähnt nicht, ob sich der Prinz auf eine gedruckte Prophezeiung oder auf eine mündlich kursierende Erzählung bezieht.
Die meisten der heute im Umlauf befindlichen angeblichen Prophezeiungen Mother Shiptons gehen auf das 1862 erschienene Buch Mother Shipton von Charles Hindley zurück und unterscheiden sich erheblich von den Versen in den früheren Druckwerken von 1641 und 1684. Hindley räumte bereits 1873 ein, dass er die Prophezeiungen frei erfunden hatte, darunter auch eine Ankündigung des Weltuntergangs für 1881: „The world to an end shall come, In eighteen hundred and eighty one“ („Die Welt soll zu einem Ende kommen in 1881“).
1881 erschien auch die erste Buchdokumentation über die Entstehung der Sagen um Mother Shipton von William H. Harrison Mother Shipton – The Yorkshire Sybil Investigated, The Result of a Critical Examination of the Extant Literature Relating to the Yorkshire Sibyl. Harrison kommt zu der Schlussfolgerung, dass es keinerlei haltbare Belege für einen historischen Kern der Geschichten um Mother Shipton gäbe. Mother Shipton gehört in die gleiche Kategorie wie König Artus oder Robin Hood: Sagenfiguren, die möglicherweise auf einer realen Person basieren, deren Geschichten aber immer weiter ausgeschmückt wurden.

## Sonstiges
Southeil ist Namensgeberin zweier Pubs: in Portsmouth (mit einer lebensgroßen Figur Southeils über dem Eingang) und in Knaresborough.
Bei Knaresborough, einem Ort an der Bahnstrecke zwischen Harrogate und York, kann die Mother Shiptons Cave inmitten einer Parklandschaft besichtigt werden, eine Attraktion ist eine mineralische Quelle.
Im englischen Sprachraum trägt die Scheck-Tageule wegen der an den Kopf einer Hexe erinnernden Flügelzeichnung den Namen Mother Shipton-Motte.